# Chimaericola leptogaster

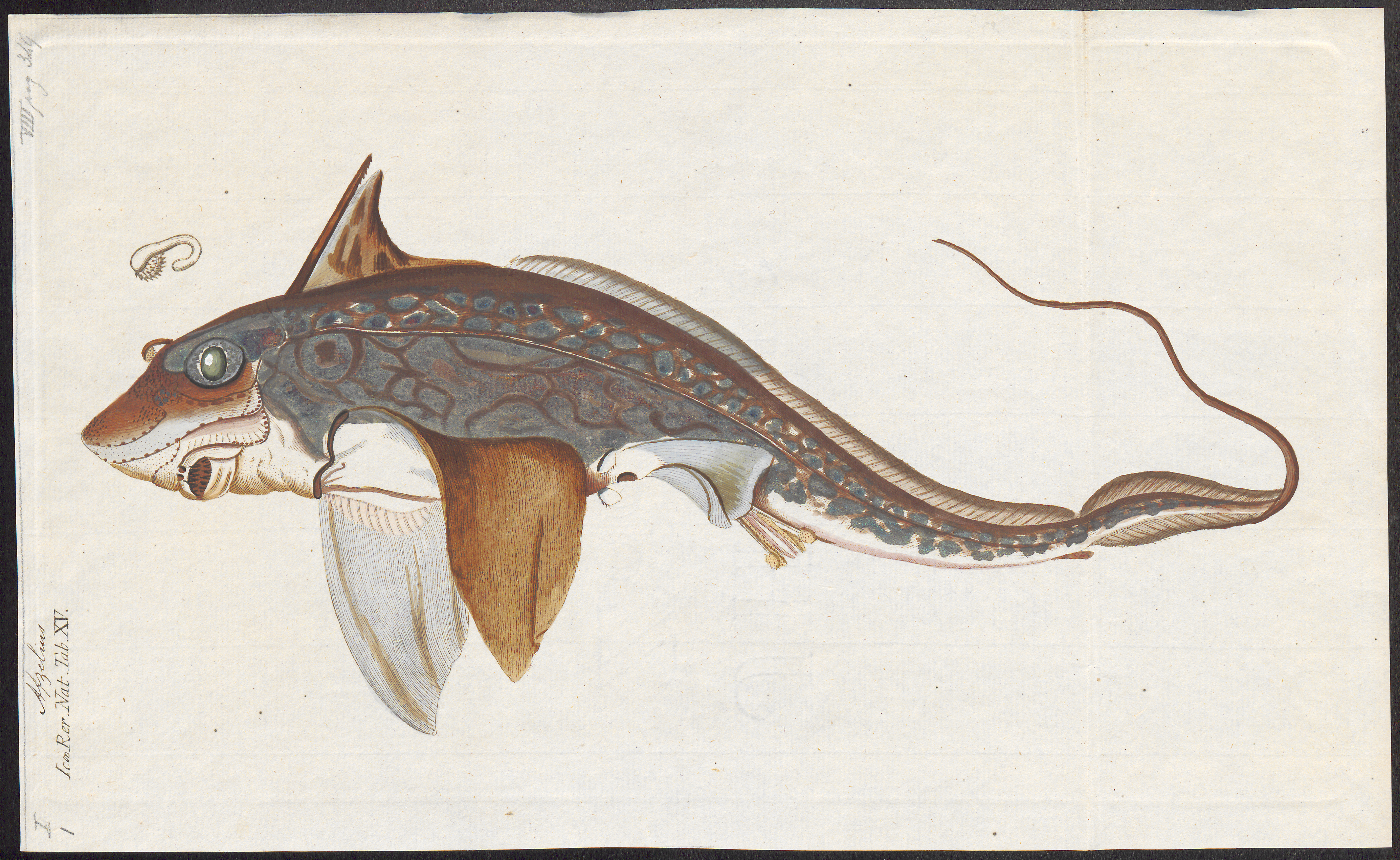
A quimera Chimaera monstrosa é o hospedeiro de Chimaericola leptogaster.

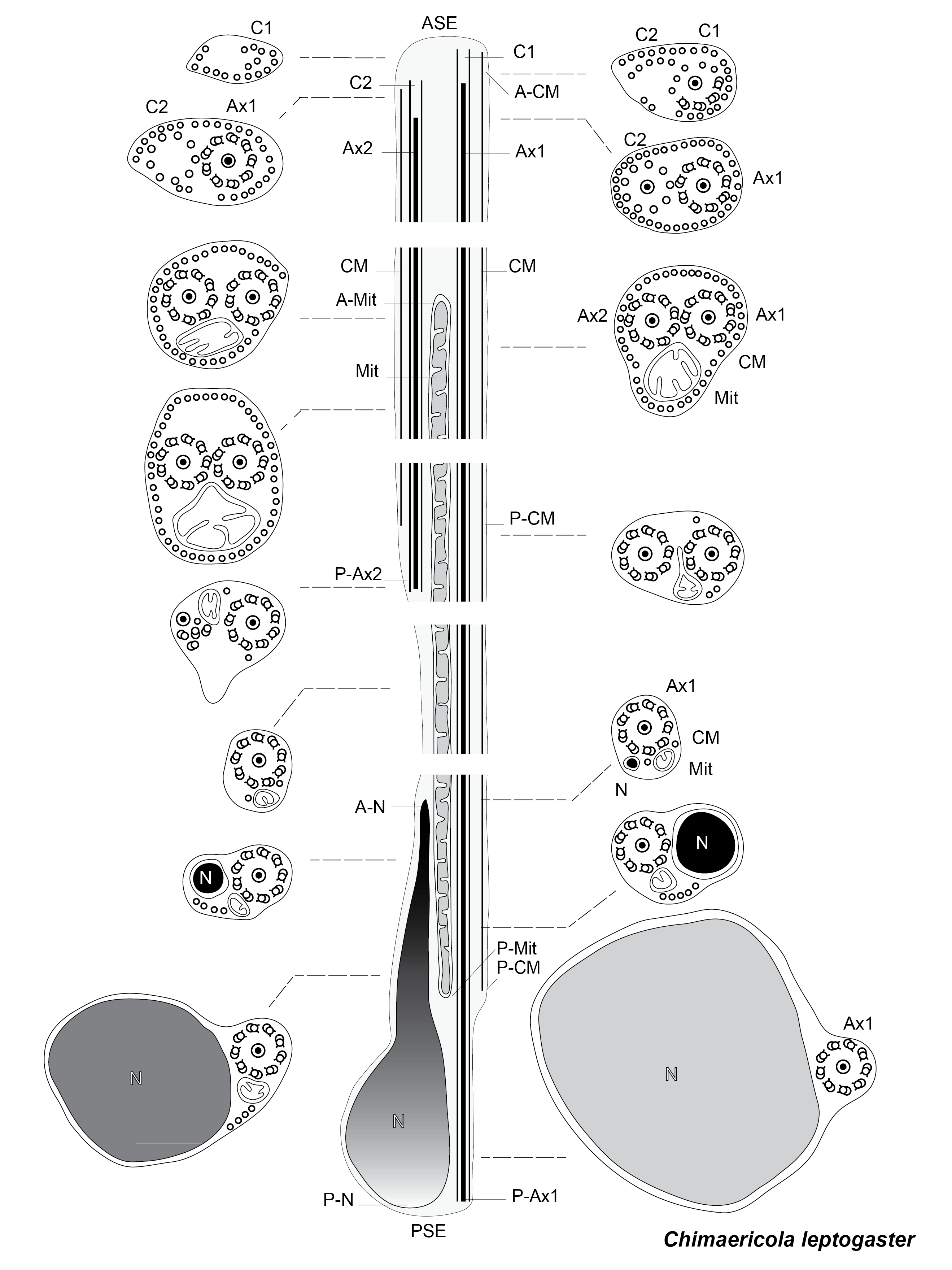
O espermatozoide de Chimaericola leptogaster (ilustração).

Chimaericola leptogaster é uma espécie de vermes platelmintas da família Chimaericolidae da ordem Polyopisthocotylea da classe Monogenea. A espécie é um ectoparasita nas brânquias das quimeras da espécie Chimaera monstrosa.

## Descrição
A primeira observação conhecida da espécie data de inícios de 1828, quando foi descoberta sobre as guelras de quimeras capturadas ao largo da Noruega por Wilhelm von Rapp (1794-1868). Friedrich Sigismund Leuckart atribuiu à espécie em 1830 o nome científico de Octobothrium leptogaster, mas Leuckart não teve a possibilidade de observar o animal. A espécie foi então mencionada por Félix Dujardin e por Karl Moriz Diesing, que também não puderam observar qualquer espécime. Apesar de não ter observado directamente o organismo, Diesing transferiu a espécie para o género Discocotyle, considerando contudo a espécie como uma species inquirenda. Posteriormente, em 1858, Diesing transferiu de novo a espécie, desta feita para o género Placoplectanum. Peter Olsson (1838-1923) redescreveu o animal em 1876 voltando a utilizar o binome Octobothrium leptogaster.
A espécie foi também sumariamente redescrita em 1892 por Corrado Parona e A. Perugia. Finalmente, August Brinkmann redescreveu em detalhe a espécie em 1942 a partir de material recolhido ao largo da Noruega e Suécia.
Chimaericola leptogaster é um verme monogeneano de grandes dimensões, atingindo 50 mm de comprimento. O haptor, na extremidade posterior do corpo, apresenta oito grampos dispostos em duas fileiras de quatro.
As primeiras sequências moleculares obtidas de Chimaericola leptogaster sugeriram que os Chimaericolidae eram um grupo basal dentro da Polyopisthocotylea.
Chimaericola leptogaster foi estudado utilizando microscopia electrónica de transmissão. Vários órgãos foram investigados em detalhe: vagina, grampos, sistema digestivo, e espermiogénese e espermatozoides. Estes resultados ultra-estruturais confirmaram a posição basal da espécie em comparação com os Polyopisthocotylea marinhos.